# Parafia Zwiastowania Najświętszej Marii Panny w Jastrzębi
Parafia rzymskokatolicka Zwiastowania Najświętszej Maryi Panny w Jastrzębi – jedna z 13 parafii dekanatu jedlińskiego diecezji radomskiej. Parafię prowadzą księża diecezjalni.

## Historia
Od 1923 liturgię sprawowano w drewnianej remizie strażackiej, którą w 1931, staraniem ks. Stefana Gliszczyńskiego, przebudowano, rozbudowano i zaadaptowano na kościół pw. Zwiastowania NMP. Kościół był restaurowany w 1957. Parafię erygował w 1930 bp. Marian Ryx. Kościół obecny według projektu arch. Bolesława Sobola, Tadeusza Derlatki i Wiktora Owczarka zbudowany został w latach 1982–1987 staraniem ks. Antoniego Łukaszka. W 1987 bp. Edward Materski poświęcił kościół, a 17 czerwca 2012 bp Henryk Tomasik dokonał jego konsekracji. Świątynia w Jastrzębi jest to budowla z kamienia i czerwonej cegły.

## Proboszczowie
- 1944 – 1950 – ks. Franciszek Brudnias
- 1950 – 1962 – ks. Franciszek Matysiak
- 1962 – 1970 – ks. Julian Banaś
- 1970 – 1981 – ks. Jan Bystrzejewski
- 1981 – 2010 – ks. kan. Antoni Łukaszek
- 2010 – nadal – ks. Grzegorz Stańczak

## Terytorium
Do parafii należą wierni z miejscowości: Dąbrowa Jastrzębska, Jastrzębia, Kolonia Lesiów, Lesiów, Kozłów, Mąkosy Nowe, Owadów (część), Wojciechów, Wólka Lesiowska i Wola Owadowska.